# Sabro
Sabro er en by i Østjylland med 3.378 indbyggere  (2024). Byen er beliggende i den vestlige del af Aarhus Kommune og hører til Region Midtjylland. Fra Sabro er der godt 13 kilometer til Aarhus C.
Ved Sabro ligger herregården Ristrup.

## Byens historie
Oprindelig var Sabro (ca. 1150 Sahebroch, 1386 Saubro, muligvis af glda. *saghi "noget afskåret", måske sigtende til "trærydning", og brōk "sump") en af de mindre landsbyer på egnen med nogle få gårde og huse syd og vest for Sabro Kirke.
Efter at landevejen Aarhus-Viborg omkring 1890 førtes igennem sognet, voksede en lille bebyggelse op omkring Sabro Korsvej, cirka en kilometer fra den oprindelige landsby.
Ved dette sted besluttede sognerådene i Borum-Lyngby, Lading og Sabro-Fårup at anlægge en centralskole. Den blev indviet i 1964 under navnet Sabro-Korsvejskolen. .
I 1970'erne og 1980'erne voksede bebyggelsen ved korsvejen og den oprindelige landsby sammen. Det skete med en kraftig byvækst, der siden er fortsat mod øst på tidligere marker mod Mundelstrup.
Indtil 1. april 1970 hørte byen til Sabro-Fårup Sognekommune.